# Třída Kirov (1935)
Třída Kirov byla třída těžkých křižníků sovětského námořnictva z období druhé světové války. Jejích vývoj probíhal s technickou pomocí Itálie. Celkem bylo postaveno šest jednotek této třídy. Stavěny byly v letech 1935–1944. Ve službě byly od roku 1938. Žádný křižník nebyl ve válce ztracen. Byly to první nové velké válečné lodě, které Sovětský svaz postavil od bolševické revoluce.

## Stavba

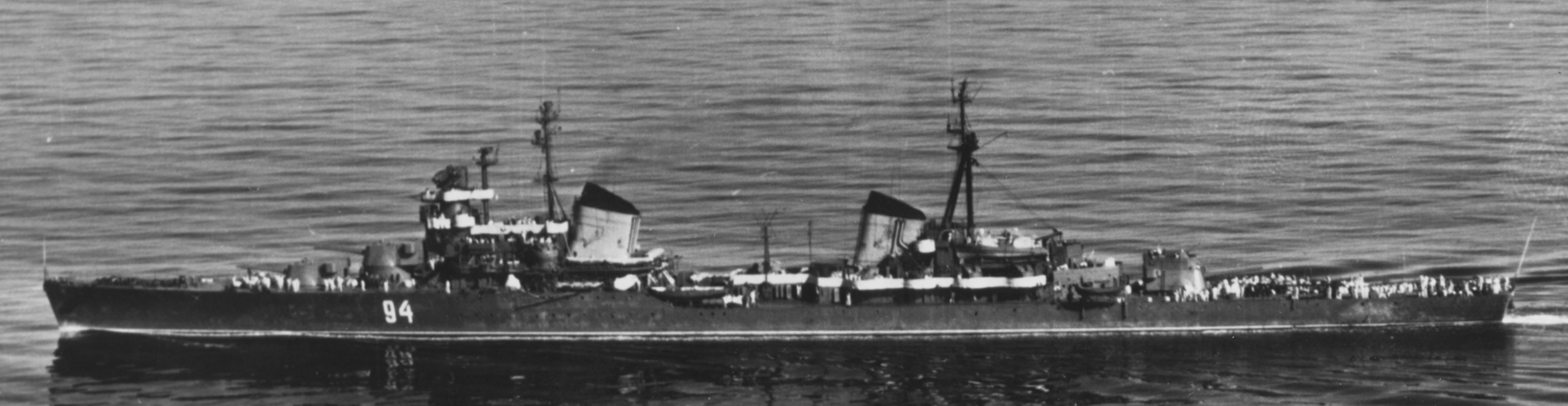
Kaganovič v roce 1958

Celkem bylo postaveno šest jednotek této třídy. Stavba čtyř křižníků této třídy byla objednána v rámci druhého pětiletého programu na obnovu floty a poslední dva spadaly do třetího pětiletého programu. Vývoj křižníků probíhal s technickou pomocí italské loděnice Ansaldo v Janově. Inspirací měl být lehký křižník Eugenio di Savoia. Italským křižníkům je tato třída podobná i svým vzhledem. Loděnice Ansaldo rovněž dodala turbíny Beluzzo pro prototypový křižník Kirov a poskytla licenci pro výrobu sovětských turbín TV-7 pro sesterské křižníky. Finální návrh projekt 26 byl odsouhlasen roku 1934. Kýly dvou jednotek této verze (Kirov a Vorošilov) byly založeny roku 1935. Druhou skupinu vylepšeného projektu 26bis představovaly křižníky Maxim Gorkij a Molotov a konečně třetí skupinu projektu 26bis2 křižníky Kalinin a Kaganovič.
Do stavby se zapojily tři sovětské loděnice. Těžké křižníky Kirov a Maxim Gorkij postavil Baltický závod Sergo Ordžonikidze v Leningradu, křižníky Vorošilov a Molotov loděnice André Martyho v Nikolajevu a konečně křižníky Kalinin a Kaganovič loděnice č. 199 v Komsomolsku na Amuru.
Jednotky třídy Kirov:
| Jméno        | Projekt        | Loděnice   | Loďstvo       | Založení kýlu | Spuštěn            | Vstup do služby   | Osud                                                                                           |
| ------------ | -------------- | ---------- | ------------- | ------------- | ------------------ | ----------------- | ---------------------------------------------------------------------------------------------- |
| Kirov        | Projekt 26     | Leningrad  | Baltské       | 1935          | 30. listopadu 1936 | 23. září 1938     | Od roku 1958 v rezervě, 1960 reaktivován, 1961 ve výcviku. Vyškrtnut 1974.                     |
| Vorošilov    | Projekt 26     | Nikolajev  | Černomořské   | 1935          | 28. června 1937    | 20. června 1940   | V 50. letech přestavěn na experimentální raketový křižník. Vyškrtnut 1974.                     |
| Maxim Gorkij | Projekt 26bis  | Leningrad  | Baltské       | 1936          | 30. dubna 1938     | 25. října 1940    | Vyškrtnut 1959.                                                                                |
| Molotov      | Projekt 26bis  | Nikolajev  | Černomořské   | 1937          | 19. března 1939    | 14. června 1941   | Od roku 1958 Slava. Od roku 1959 v rezervě, 1960 reaktivován, 1961 ve výcviku. Vyškrtnut 1972. |
| Kalinin      | Projekt 26bis2 | Komsomolsk | Tichooceánské | 1938          | 8. května 1942     | 31. prosince 1942 | Od roku 1956 v rezervě, 1957 reaktivován, 1960 upraven na plovoucí kasárna, vyškrtnut 1963.    |
| Kaganovič    | Projekt 26bis2 | Komsomolsk | Tichooceánské | 1938          | 7. května 1944     | 6. prosince 1944  | Od roku 1958 Petropavlovsk. Vyškrtnut 1960.                                                    |

## Konstrukce

### Projekt 26

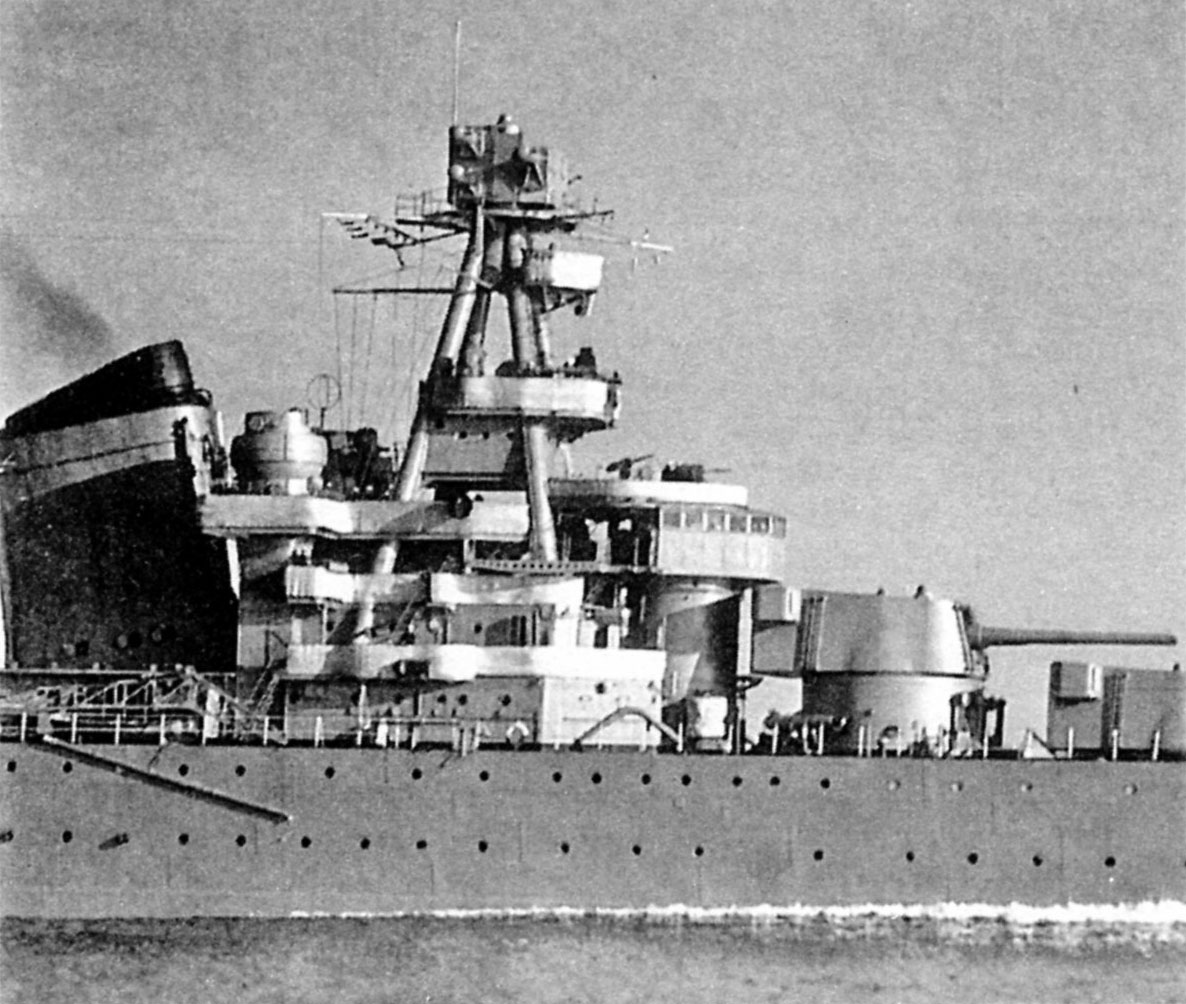
Nástavba křižníku Kirov

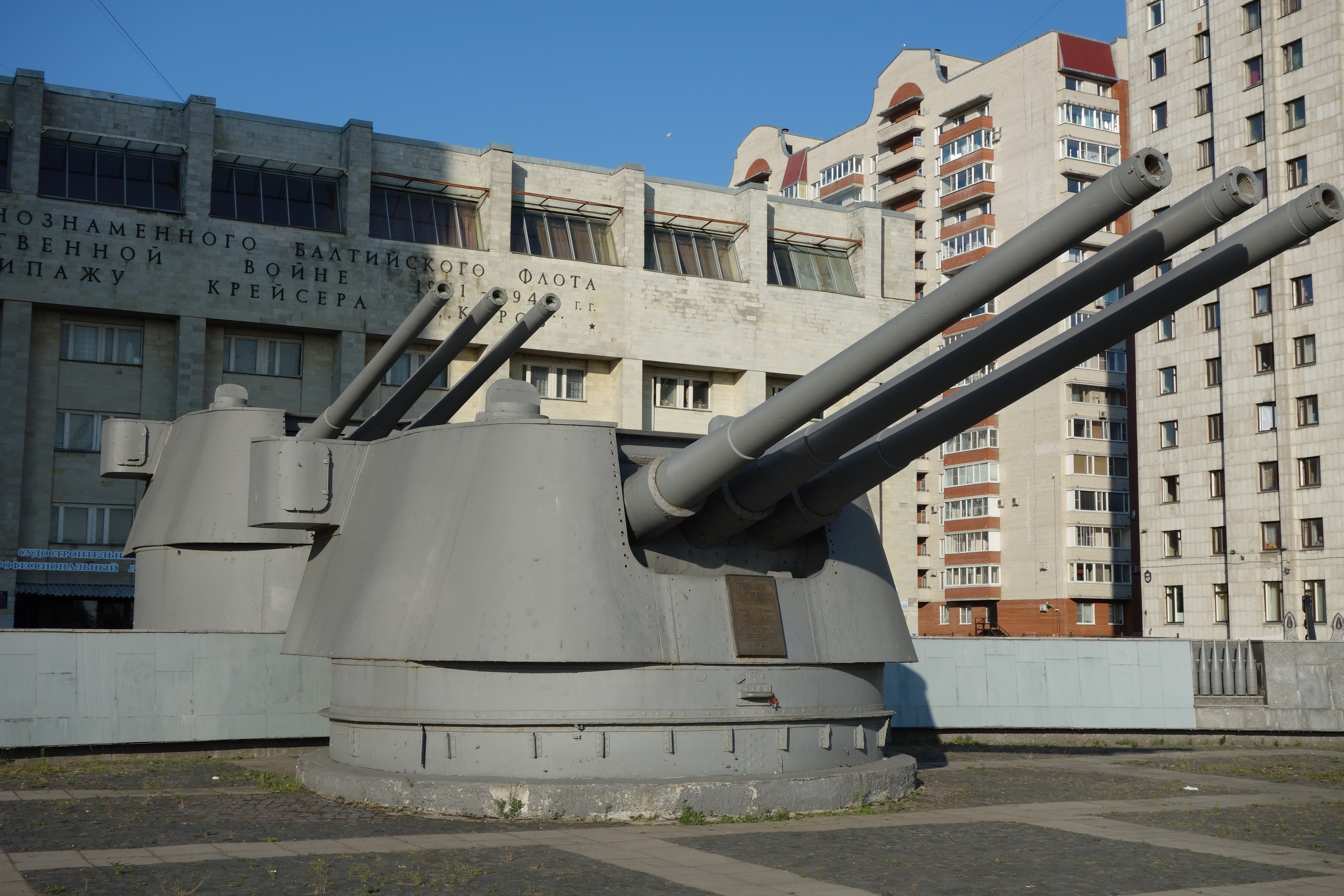
Dvě hlavní dělové věže křižníku Kirov zachované v Petrohradu

Hlavní výzbroj tvořilo devět 180mm/57 kanónů MK-3-180 ve třech třídělových věžích a sekundární výzbroj šest 100mm/56 kanónů B-34. Doplňovalo je šest 45mm/46 kanónů 21-K a čtyři 12,7mm kulomety DK. Křižníky rovněž nesly dva trojité 533mm torpédomety pro torpéda 53-38 a námořní miny. Pohonný systém tvořilo šest kotlů Yarrow-normand a dvě převodové turbíny Beluzzo (Vorošilov měl sovětské turbíny TV-7) o výkonu 113 000 shp, pohánějící dva lodní šrouby. Nejvyšší rychlost dosahovala 34 uzlů. Dosah byl 3750 námořních mil při rychlosti osmnáct uzlů (Vorošilov pouze 2140 námořních mil při osmnácti uzlech).

### Projekt 26bis a 26bis2
Plavidla pozdějších sérií měly zesílené pancéřování, upravenou nástavbu, nový systém řízení palby a zvětšenou zásobu paliva. Poslední dvojice dokončená po válce se lišila například složením protiletadlové výzbroje.

### Modifikace
Za války byla u prvních čtyř křižníků posilována protiletadlová výzbroj. Prostor pro ni byl získán i za cenu demontáže katapultu. V roce 1943 Kirov nesl osm 100mm kanónů, deset 37mm kanónů, čtyři 12,7mm kulomety a čtyři vrhače hlubinných pum. Instalovány byly rovněž radary.

## Služba
Prototypový křižník Kirov byl nasazen v Zimní válce při ostřelování finských pozemních cílů. Za druhé světové války byla bojově nasazena pouze první čtveřice. 
Všechny lodě válku přečkaly a od konce 50. až do 70. let 20. století byly postupně vyřazovány. Nejzajímavější osud čekal Vorošilov, který byl v 50. letech přestavěn na experimentální raketový křižník.